# 真宝寺 (中野市)
真宝寺（しんぽうじ）は、長野県中野市永江にある浄土真宗本願寺派である。

## 概要

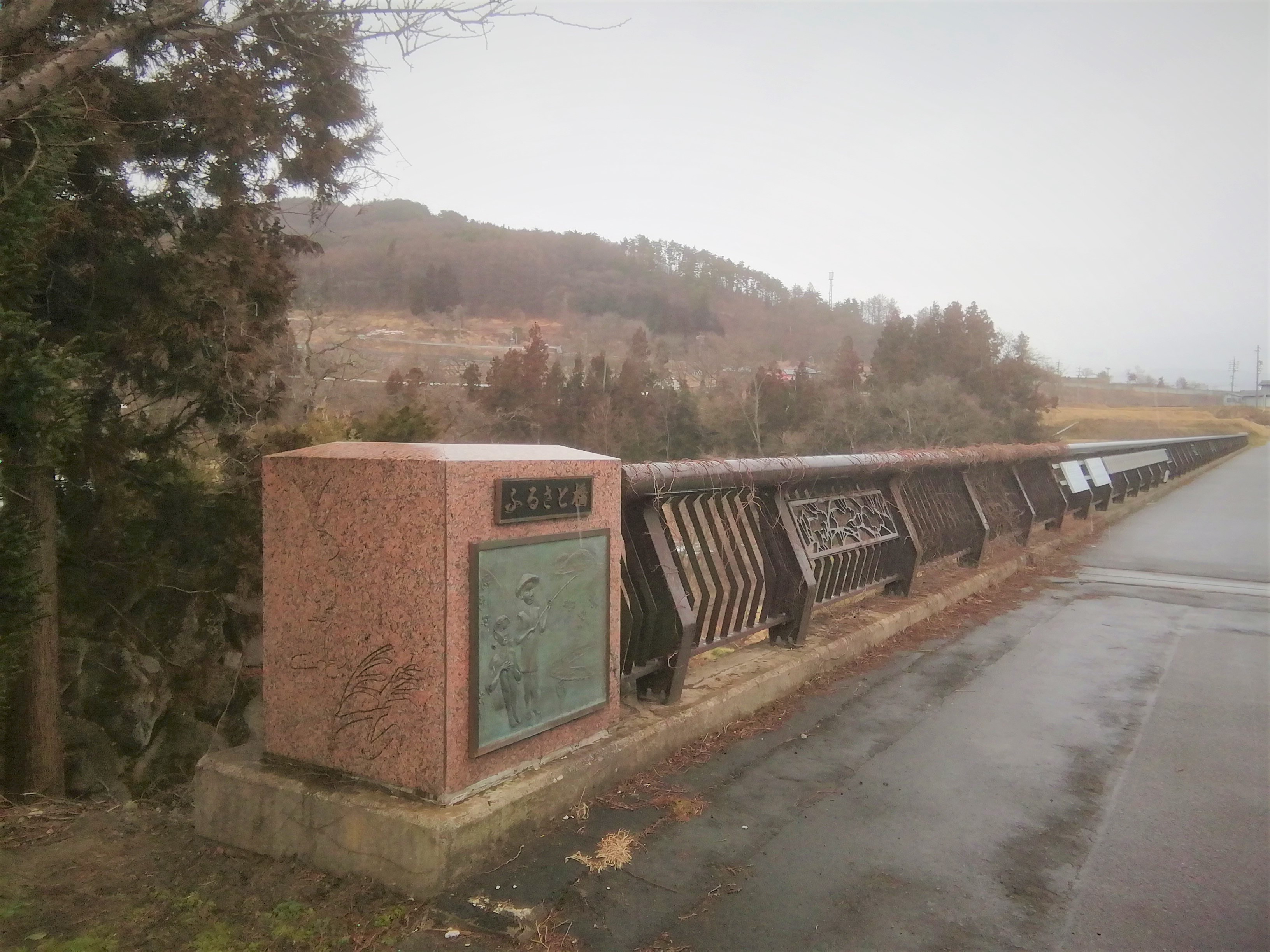
ふるさと橋

『豊田村誌』では真宝寺の開基について諸説あるが1605年（慶長10年）が妥当で、永代一家列座を拝管した寺である。としている。「信州なかの産業・観光公社のホームページ」には「真宝寺は高野辰之の生家そばにあり、唱歌「朧月夜」の二番で春の夕景に霞む様子が「蛙の鳴くねも 鐘の音も」と歌われているのは、このお寺の鐘」と記している。近くには唱歌「故郷」に歌われている「かの川・かの山」を見ることができる「ふるさと橋」がある。

## 本堂
本堂は南面している。

## 歴史
- 1605年（慶長10年）明玄により開基。

## 境内
- 本堂
- 庫裡
- 法庫
- 鐘楼
- 石門
- 明如上人・勝如上人ご休憩の石碑
- 満州開拓団殉難碑
- 一戸兵衛大将の揮亳になる石碑[1]